# Pedro Henriques (football, 1974)
Pour les articles homonymes, voir Pedro Henriques.
Pedro Henriques, de son nom complet Pedro Ricardo Quintela Henriques, né le 16 octobre 1974 à Sintra, est un footballeur portugais ayant évolué au poste de défenseur gauche.

## Biographie

### En club
Né à Sintra, Henriques rejoint le SL Benfica à l’âge de 15 ans, en provenance du club voisin, le CF Belenenses Il joue six minutes lors de sa seule apparition en saison 1993-1994, une victoire 3-0 à l’extérieur contre le Gil Vicente FC, alors que son équipe remporte le championnat de Primeira Liga.
Après un prêt de six mois au Vitória Setúbal et l’arrivée en janvier 1997 de Manuel José comme entraîneur, Henriques devient un titulaire régulier, Dimas ayant été vendu au Juventus FC. À l’été 1997, il signe au FC Porto mais, à cause d’une blessure au genou contractée encore à Benfica, il ne joue jamais de match officiel pour le club et retourne à Setúbal pour la deuxième partie de la saison.
Au cours des sept saisons suivantes, toujours en première division, Henriques représente le Vitória de Setúbal, le Belenenses, le CD Santa Clara et l’Académica de Coimbra, prenant sa retraite à 30 ans après de nouveaux problèmes physiques dans son dernier club,.
Au total durant sa carrière, il dispute 221 matchs pour 6 buts inscrits en première division portugaise.

### En sélection
Pedro Henriques est sélectionné dans les équipes de jeunes du Portugal. Avec les moins de 20 ans, il participe notamment au Tournoi de Toulon en 1994, ainsi qu'à la Coupe du monde des moins de 20 ans 1993.

## Palmarès
SL Benfica
- Championnat du Portugal :
  - Vainqueur : 1993-94.

- Coupe du Portugal :
  - Vainqueur : 1995-96.